# Јармен
Јармен (њем. Jarmen) град је у њемачкој савезној држави Мекленбург-Западна Померанија. Једно је од 69 општинских средишта округа Демин. Према процјени из 2010. у граду је живјело 3.295 становника. Посједује регионалну шифру (AGS) 13052039.

## Географски и демографски подаци
Јармен се налази у савезној држави Мекленбург-Западна Померанија у округу Демин. Град се налази на надморској висини од 7 метара. Површина општине износи 30,6 km². У самом граду је, према процјени из 2010. године, живјело 3.295 становника. Просјечна густина становништва износи 108 становника/km².